# 第9屆日本電影學院獎
第9回日本電影學院獎于1986年2月20日公布获奖名单并举行颁奖仪式。

## 最優秀作品奖
- 《賣花謠（日语：花いちもんめ_(映画)）》

### 優秀作品奖
- 《戀文（日语：恋文_(1985年の映画)）》
- 《W的悲劇》
- 《從此以後》
- 《緬甸的豎琴（日语：ビルマの竪琴）》

## 最優秀監督奖
- 澤井信一郎（日语：澤井信一郎）（《早春物語（日语：早春物語）》／《W的悲劇》）

### 優秀監督奖
- 市川崑（《緬甸的豎琴（日语：ビルマの竪琴）》）
- 伊藤俊也（日语：伊藤俊也）（《賣花謠（日语：花いちもんめ_(映画)）》）
- 五社英雄（《薄化粧（日语：薄化粧）》／《櫂（日语：櫂_(小説)）》）
- 森田芳光（《從今而後》）

## 最優秀脚本奖
- 松田寛夫（日语：松田寛夫）（《賣花謠（日语：花いちもんめ_(映画)）》）

### 優秀脚本奖
- 荒井晴彦（日语：荒井晴彦）（《W的悲劇》／《雪女的試煉》(《ひとひらの雪)》）
- 澤井信一郎（日语：澤井信一郎）（《W的悲劇》）
- 高田宏治（日语：高田宏治）（《櫂（日语：櫂_(小説)）》／《櫻花別戀（日语：春の鐘）》）
- 筒井智美（日语：筒井ともみ）（《從今而後》）

## 最優秀主演男優奖
- 千秋真（日语：千秋実）（《賣花謠（日语：花いちもんめ_(映画)）》）

### 優秀主演男優奖
- 緒形拳（《薄化粧（日语：薄化粧）》／《櫂（日语：櫂_(小説)）》）
- 北大路欣也（《櫻花別戀（日语：春の鐘）》／《{{link-ja|火祭|火まつり_(映画)}》}／《夢千代日記（日语：夢千代日記）》）
- 萩原健一（《卡波涅痛哭（日语：カポネ大いに泣く）》／《戀文（日语：恋文_(1985年の映画)）》／《瀬降り物語》）
- 松田優作（《從今而後》）

## 最優秀主演女優奖
- 倍賞美津子（《活著幹死了算黨宣言（日语：生きてるうちが花なのよ死んだらそれまでよ党宣言）》/《戀文（日语：恋文_(1985年の映画)）》/《朋友啊，安息！（日语：友よ、静かに瞑れ）》）

### 優秀主演女優奖
- 岩下志麻（《無餐桌之家（日语：食卓のない家）》／《聖女傳說》《(聖女伝説)》／《魔之時刻（日语：魔の刻）》）
- 十朱幸代（《櫂（日语：櫂_(小説)）》／《賣花謠（日语：花いちもんめ_(映画)）》）
- 藥師丸博子（《W的悲劇》）
- 吉永小百合（《夢千代日記（日语：夢千代日記）》）

## 最優秀助演男優奖
- 小林薫（《戀文（日语：恋文_(1985年の映画)）》/《從此以後》）

### 優秀助演男優奖
- 植木等（《我要去東京》／《刑事物语-片山刑警在酒吧（日语：刑事物語）》／《《乱》）
- 川谷拓三（《薄化粧（日语：薄化粧）》／《緬甸的豎琴（日语：ビルマの竪琴）》）
- 津川雅彥（《雪女的試煉》(《ひとひらの雪)》））
- 北野武（《夜叉》）

## 最優秀助演女優奖
- 三田佳子（《W的悲劇》/《櫻花別戀（日语：春の鐘）》）

### 優秀助演女優奖
- 樹木希林（《夢千代日記（日语：夢千代日記）》）
- 田中裕子（《卡波涅痛哭（日语：カポネ大いに泣く）》／《夜叉》）
- 藤真利子（《薄化粧（日语：薄化粧）》）
- 藤田弓子（《孤獨的心（日语：さびしんぼう）》／《瀬降り物語》）

## 最優秀音楽奖
- 武滿徹（《無餐桌之家（日语：食卓のない家）》／《火祭（日语：火まつり_(映画)）》／《乱》）

### 優秀音楽奖
- 井上堯之（《卡波涅痛哭（日语：カポネ大いに泣く）》／《戀文(日本電影)（日语：恋文_(1985年の映画)）》／《瀬降り物語》）
- 梅林茂（《從今而後》／《友よ、静かに暝れ》）
- 佐藤勝（《薄化粧（日语：薄化粧）》／《櫂（日语：櫂_(小説)）》）
- 山本直純（《男はつらいよ 寅次郎真実一路》／《男はつらいよ 寅次郎恋愛塾》／《緬甸的豎琴（日语：ビルマの竪琴）》）

## 最優秀摄影奖
- 前田米造（從今而後／CHECKERS in TAN TAN たぬき）

### 優秀摄影奖
- 上田正治、斎藤孝雄（《乱》）
- 木村大作（魔之時刻（日语：魔の刻）／夜叉）
- 小林節雄（緬甸的豎琴（日语：ビルマの竪琴））
- 森田富士郎（櫂（日语：櫂_(小説)））

## 最優秀照明奖
- 矢部一男（從今而後／CHECKERS in TAN TAN たぬき）

### 優秀照明奖
- 佐野武治（《乱》）
- 安河内央之（魔之時刻（日语：魔の刻）／夜叉）
- 下村一夫（緬甸的豎琴（日语：ビルマの竪琴））
- 増田悦章（櫂（日语：櫂_(小説)））

## 最優秀美術奖
- 村木与四郎、村木忍（《乱》）

### 優秀美術奖
- 井川徳道（最後の博徒／夢千代日記（日语：夢千代日記））
- 今村力（結婚案内ミステリー／從今而後／魔之時刻（日语：魔の刻）／夜叉）
- 戸田重昌（無餐桌之家（日语：食卓のない家））
- 西岡善信（愛しき日々よ／薄化粧（日语：薄化粧）／櫂）

## 最優秀録音奖
- 橋本文雄（刺青・IREZUMI／戀文(日本電影)（日语：恋文_(1985年の映画)）／早春物語／《從此以後》／タンポポ／《W的悲劇》）

### 優秀録音奖
- 斉藤禎一（緬甸的豎琴（日语：ビルマの竪琴））
- 紅谷愃一（聖女傳說(聖女伝説)／櫻花別戀（日语：春の鐘）／魔之時刻（日语：魔の刻）／夜叉）
- 宮本久幸（從今而後）
- 矢野口文雄、吉田庄太郎（《乱》）

## 編集奖
- 鈴木晄

## 最優秀外国作品奖
- 《阿瑪迪斯》

### 優秀外国作品奖
- 《印度之旅》
- 《杀戮战场》
- 《证人》
- 《棉花俱樂部》

## 新人俳優奖
- 江夏豐（最後の博徒）
- 新藤栄作（俺ら東京さ行ぐだ）
- 山下規介（ビッグ・マグナム 黒岩先生）
- 河野美地子（瀬降り物語）
- 澤口靖子（《哥吉拉》）
- 早見優（キッズ）

## 特別奖

### 企画奖
- 鹿内春雄（緬甸的豎琴（日语：ビルマの竪琴））
- 原正人（《乱》）
- 奥山和由

### 特殊技術奖
- 中野昭慶（《哥吉拉》）

## 話題奖
- 作品部門：CHECKERS in TAN TAN たぬき
- 俳優部門：北野武

## 出典・参考文献
- . 日外アソシエーツ. 2009. ISBN 4816922237.